# Эндрюс, Рой Чепмен
Рой Чепмен Эндрюс (англ. Roy Chapman Andrews; 26 января 1884 — 11 марта 1960) — американский путешественник и натуралист, профессор, президент Американского музея естественной истории. Известен своими палеонтологическими экспедициями в Китай и пустыню Гоби в Монголии.

## Биография

### Детство и юность
Рой Эндрюс родился 26 января 1884 года в маленьком промышленном городке Белойт на юге Висконсина, население которого к моменту его рождения составляло всего около 6 тыс. человек. Отец мальчика — Чарльз Эзра Эндрюс (Charles Ezra Andrews), оптовый поставщик аптекарских товаров родом из Индианы; мать — Кора Мэй Чапмен-Эндрюс (Cora May Chapman Andrews), домохозяйка. Единственная сестра Роя, Этелин Мэй (Ethelyn May), была старше его на 2 года.
Наклонности будущего исследователя и натуралиста проявились у Роя ещё в детстве: он увлёкся романами о Робинзоне Крузо, книгами и журнальными статьями о путешествиях и научных открытиях, и особенно скитанию по окрестным лесам и болотам. Рой подолгу проводил время на природе, пытаясь прокормиться лишь её дарами. В своей автобиографической повести он описывает это время следующим образом:

Я, как заяц, счастлив был только тогда, когда выбегал за порог дома. Оставаться в нём, как и до сих пор, было для меня пыткой. В любое время и при любой погоде: в дождь и солнце, безветрие и шторм, днём и ночью я был на улице, если только родители буквально не запирали меня внутри.
Оригинальный текст (англ.)
I was like a rabbit, happy only when I could run out of doors. To stay in the house was torture to me then, and it has been ever since. Whatever the weather, in sun or rain, calm or storm, day or night, I was outside, unless my parents almost literally locked me in.
— Andrews, Roy C. Under a Lucky Star. — 1943. — P. 2.
В 9-летнем возрасте Рой получил от отца дорогой подарок — дробовик, с которым с удовольствием охотился на оленей и диких птиц. Не рассчитывая только на помощь родителей, он рано начал зарабатывать себе на жизнь, помогая соседям по хозяйству. Где-то достав учебник американского натуралиста Уильяма Хорнадея, Рой самостоятельно выучился таксидермии и получил лицензию штата на коммерческое изготовление чучел — это умение особенно пригодилось ему позже для оплаты учёбы в колледже. Пару раз Рою удалось побывать в Филдовском музее естественной истории в Чикаго, после чего он твёрдо решил связать свою судьбу с естественно-научным музеем.
В 1902 году Рой получил аттестат о среднем образовании и сразу без труда поступил в местный Белойтский колледж (англ. Beloit College), в котором проучился 4 года. Как и в школе, Эндрюс охотно изучал лишь литературу и естествознание, в то время как математика давалась ему с чрезвычайно большим трудом. Он также добился успехов в изучении английского и немецкого языков, экономики, археологии, истории и ораторского искусства. Участие в студенческом братстве Sigma Chi добавило опыта жизни в коллективе — работа ради общей цели способствовала подавлению эгоистических черт характера. Помимо учёбы, Рой продолжал охотиться — одна из поездок ранней весной чуть не стоила ему жизни. Каноэ, в котором Рой находился вместе со своим другом, перевернулось. В талой воде быстрого течения реки Рой сумел ухватиться за ветки торчащей из воды ивы и выбраться на берег, в то время как его компаньона свела судорога и он утонул.

### Устройство на работу
По воспоминаниям самого Эндрюса, пределом его мечтаний была работа в расположенном в Нью-Йорке Американский музей естественной истории. Поэтому, когда колледж посетил куратор отдела зоологии этого музея Эдмунд Ховей (Edmund Otis Hovey), Рой добился с ним встречи. Он показал профессору свою коллекцию чучел и рассказал о желании устроиться на работу в это учреждение. Ховей согласился передать просьбу директору музея Гермону Бумпусу (Hermon Carey Bumpus), но при этом предложил самому написать ему письмо. Ответ на письмо оказался стандартным — вежливый отказ с предложением при оказии в Нью-Йорке обращаться лично, однако Эндрюс принял его за чистую монету. Едва получив степень бакалавра искусств, он тут же отправился в финансовую и культурную столицу мира, даже отказавшись от выпускного подарка родителей — двухнедельной поездки в глухие леса на севере штата.
Диалог, состоявшийся в кабинете директора музея летом 1906 года, Эндрюс вспоминал потом многократно в своих публикациях. Бумпус, ещё раз выслушав рассказ Эндрюса, заявил, что в музее в настоящий момент вакантных должностей не имеется.

— Но я не ищу должность, я просто хочу работать здесь. У вас должен же кто-нибудь мыть полы, почему бы этим не заняться мне?

— Но человек с высшим образованием не может мыть полы!

— Нет, я не говорю о любых полах. Музейные полы — совсем другое дело! Если позволите, я буду мыть их с любовью!
В результате Эндрюс был взят на работу ассистентом отдела таксидермии, которым заведовал его ровесник Джеймс Кларк (James L. Clark). В обязанности Роя на первом этапе входила разнообразная подсобная работа, в том числе и пресловутое мытье полов. Он также помогал Кларку в освоении нового метода изготовления чучел, разработанного Карлом Эйкли. Эндрюс и Кларк стали друзьями и даже жили в одной съёмной квартире.

### Экспедиции, связанные с морской фауной
Череда событий помогли Эндрюсу перейти в штат научных сотрудников музея, причём все они были связаны с животными, о которых он до сих пор не имел ни малейшего понятия. Спустя несколько месяцев после его трудоустройства у музея возникла проблема с установкой новой 23-метровой модели синего кита, и дирекция обратилась за помощью в отдел таксидермии. В последующие 8 месяцев группа рабочих под руководством Эндрюса подготовила «скелет» из металлических угольников, поверх которых были наложены деревянные рейки, после чего Кларк натянул поверх проволочную сетку и с помощью папье-маше создал иллюзию настоящего кита, с точностью воспроизведя мельчайшие анатомические детали. Эта работа провисела под потолком более 60 лет, пока в конце 1960-х годов в результате реконструкции зала не была заменена на более современную из стеклопластика.

#### Знакомство с китами

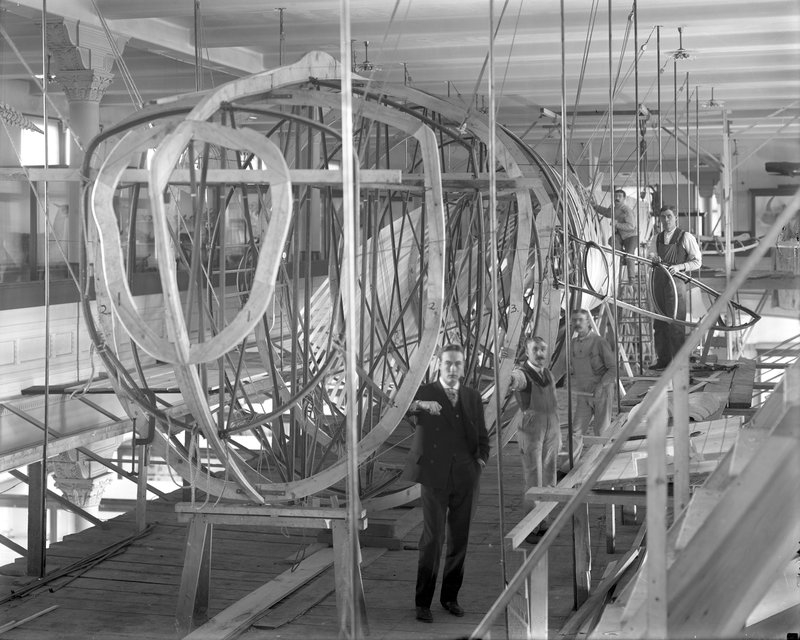
Рой Чепмен Эндрюс (на переднем плане) возле каркаса будущей модели кита, 1907

Ещё на стадии установки модели у руководства музея представилась возможность приобрести тушу другого кита — северного гладкого, убитого в районе местечка Амагансетт (англ. Amagansett, New York) на Лонг-Айленде. На место были отправлены Кларк и Эндрюс с задачей сфотографировать и измерить морского гиганта, а также освежевать его скелет и ус. Туша лежала у самой кромки воды, и нанятой бригаде рыбаков, несмотря на 20-градусный мороз и порывистый ветер, за сутки удалось освободить от плоти лишь череп и несколько рёбер. Работу пришлось приостановить из-за начала сильного шторма, и когда спустя 72 часа Эндрюс с Кларком вновь смогли выйти на берег, всё тело животного было погружено в песок и на поверхности виднелись лишь верёвки с колышками, выполнявшие роль якорей. Несколько дней они вдвоём тщетно пытались вытащить останки — ледяная вода быстро заполняла углубления в песке и приходилось ежеминутно греть руки над костром. Рыбаки пришли на помощь лишь на четвёртый день, когда мороз сменился оттепелью.
На основании с трудом добытого экземпляра Эндрюс написал свою первую работу «Заметки о внешней и внутренней анатомии Balena glacialis Bonn» (англ. Notes Upon the External and Internal Anatomy of Balena glacialis Bonn.), которую в начале 1908 года опубликовал научный бюллетень музея. Благодаря этой статье, а также предыдущим успешным проектам, весной того же года Эндрюс был переведён в отдел териологии и орнитологии, которым заведовал Джоэл Аллен.
Вскоре после перевода Эндрюс убедил Бумпуса отправить его в тихоокеанскую экспедицию, целью которой было бы изучение китов в их естественной среде обитания. Вооружённый блокнотом, биноклем, фотоаппаратом, измерительными и режущими инструментами, он с июня по сентябрь 1908 года сопровождал китобоев у берегов островов Ванкувер и Адмиралтейский, наблюдая за финвалами, кашалотами, горбатыми и синими китами. В результате экспедиции был собран обширный материал о характерном поведении животных, в том числе брачных ритуалах, рождении детёнышей и ухаживанием за потомством. В результате экспедиции впервые в истории были сделаны морские фотографии китов, а также произведены биометрические и поведенческие замеры. Благодаря этой экспедиции имя Эндрюса стало широко известно, его заметки с фотографиями появились в престижных печатных изданиях, таких как газета Нью-Йорк таймс и ежемесячный журнал The World's Work.

#### Юго-Восточная Азия, 1909—1910
Не прекращая работу в музее, начиная с осени 1908 года Эндрюс начал брать классы в двух высших учебных заведениях Нью-Йорка: Колумбийском университете (курс зоологии) и Колледже терапевтов и хирургов (англ. College of Physicians and Surgeons), а также читать лекции о китах, организованные Нью-Йоркской академией наук и местным департаментом образования. В университете курс эволюции млекопитающих вёл профессор Генри Осборн — сотрудник Американского музея естественной истории, только что принявший пост его президента. Обучение в колледже, сопровождавшееся углублённым изучением сравнительной анатомии в морге, едва не привело Эндрюса к продвижению по медицинской части. Очередной случай вновь вернул его на путь натуралиста-исследователя.
Осенью 1909 года государственная Комиссия по рыбным ресурсам и рыболовству США предложила Эндрюсу принять участие в организованной ей экспедиции по изучению фауны морской акватории у берегов острова Борнео и Голландской Ост-Индии (ныне — государство Индонезия). Специалисты рассчитывали получить информацию об обитающих в этих водах морских свиньях, и опыт Эндрюса в изучении китов пришёлся бы как нельзя кстати. Эндрюс воспринял это предложение как «приглашение в рай» — он был готов отправиться куда угодно, хоть на Северный полюс. Музей со своей стороны обязал Роя собрать коллекцию шкурок млекопитающих и птиц, которых он сможет добыть на берегу.
Путь в столицу Филиппин Манилу, где исследователя должно было подобрать научно-исследовательское судно «Альбатрос» (англ. Albatross), лежал через Иокогаму, Шанхай и Гонконг, в которых Эндрюс останавливался на несколько дней. Особенно Эндрюсу запомнилась Япония, обычаи которой, а также район красных фонарей Ёсивара, он красочно описал в своей автобиографической повести. В Манилу «Альбатрос» должен был зайти лишь через несколько недель после того, как туда прибыл Эндрюс. Не желая терять времени, натуралист в сопровождении двух местных жителей высадился на необитаемом острове, на котором, по сведениям, гнездились экзотические птицы. Запаса еды и боеприпасов должно было хватить на 5 дней, по истечении которых капитан обязался забрать спутников с острова. Однако он не появился вовремя, и спутники Эндрюса забеспокоились. Сам Эндрюс чувствовал себя на месте Робинзона Крузо, книгу о котором мать в детстве перечитывала ему много раз. Когда закончилась еда и патроны, спутники сплели из пальмовых волокон сеть, которой ловили птиц и рыбу. Прибывший с опозданием на две недели капитан был вне себя от злости: он потерял время на ремонте двигателя и рассчитывал встретить истощённых голодом, а увидел хорошо отдохнувших людей, жаривших голубей с корешками.
Судно «Альбатрос», на котором Эндрюс провёл большую часть экспедиции, было оборудовано научной лабораторией, а также водочерпалками, тралами и сетями, и в первую очередь использовалось для вылова обитателей больших и малых глубин, главным образом рыб. За отсутствием морских свиней в обязанности Эндрюса входила рассортировка и классификация добычи на берегу. Основные работы проводились в морях Сулу, Сулавеси и Молуккском. Один раз на поверхность была вытащена фигура женщины с носа древнего корабля. Эндрюс довольно долго хранил её на палубе, но в конце концов вынужден был выбросить за борт из-за протеста капитана.
Во время остановок на островах Эндрюс исследовал сушу и собирал коллекцию экзотических животных. В музей было доставлено около 50 шкурок млекопитающих, 425 шкурок птиц и большое количество рептилий. Несколько видов, в частности муравей и жаба, приобрели научное название в честь исследователя — andrewsi. На Борнео Эндрюс чуть не стал жертвой 6-метрового питона: острый глаз проводника в последний момент сумел разглядеть змею, стерегущую добычу с ветки дерева над тропой. На острове Буру местные жители спрятали отравленные бамбуковые колья вдоль тропы, где шли путешественники; лишь благодаря наблюдательности Эндрюса исследователи смогли выбраться на берег.

#### Япония, 1910
После окончания экспедиции Эндрюс решил задержаться в Японии, когда исследовательское судно прежде, чем отправиться к берегам Америки, сделало краткую остановку в порту Нагасаки. Местный рынок оказался насыщен китовыми продуктами, при том что научные работы по биологии этих млекопитающих в Тихом океане на тот момент практически полностью отсутствовали. По словам натуралиста, «важнейшей научной задачей было определить, относятся ли киты Атлантического и Тихого океанов к одним и тем же видам, и мигрируют ли они из одного океана в другой». Заручившись поддержкой музея, Эндрюс провёл в стране около 8 месяцев. Он на бытовом уровне освоил японский язык, питался исключительно блюдами местной кухни, близко познакомился с местной культурой и традициями (порой достаточно причудливыми с точки зрения западного человека). В немногие свободные дни он посетил театр Кабуки и ещё раз побывал в Ёсивара.
Первой долговременной остановкой натуралиста стал рыбачий посёлок Осима (англ. Oshima) на побережье залива Сагами, в котором располагалась китобойная станция. Руководство предприятия отнеслось благожелательно к визиту гостя, и Эндрюсу было позволено работать на территории, где разделывались туши только что привезённых китов — финвалов, сейвалов, синих и горбатых, а также косаток. Учёный составлял описания экземпляров, проводил замеры внешних и внутренних органов, фотографировал. Четыре экземпляра скелетов были выкуплены и почтовым грузом отправлены в Нью-Йорк.
Аналогичная работа проводилась в ещё одном посёлке Айкава (англ. Aikawa) на острове Садо в Японском море, в котором Эндрюс провёл следующие несколько недель. Помимо работы на берегу, он также выходил в море на китобойных судах, делая снимки живых млекопитающих. Одна из таких поездок едва не стоила натуралисту жизни. Раненый гарпуном между лопаток финвал около часа тянул за собой судно, прежде чем капитан решился подойти к нему на шлюпке и добить копьём. Эндрюс захотел сделать фотографии кита с близкого расстояния и по этой причине вызвался быть одним из гребцов лодки. Он и ещё два японца подплыли и закололи раненого зверя, однако тот всё ещё оставался жив и с размаху опустил хвост на шлюпку, вдребезги разбив борт. Китобои оказались в воде и ухватились за обломки, ожидая корабль. Спустя минуту пловцы осознали, что море вокруг них кишит акулами, приплывшими на запах крови. Они били руками по воде и испуганно орали, однако капитан не спешил поднимать их на борт прежде, чем окончательно не добьёт добычу. Одним из результатов работы на острове стало около 80 тонн биологического материала, отправленного в музей, в том числе 10 скелетов морских свиней и по одному скелету кашалота, финвала, синего кита и сейвала.
Последней значимой остановкой Эндрюса в Японии стал город Симоносеки на южной оконечности острова Хонсю. В этом населённом пункте натуралист скупал у пожилых торговок необычные виды рыб, которые попадались в сетях рыбаков. В итоге была собрана внушительная ихтиологическая коллекция рыб, которая в формалине была отправлена в музей. Путь домой в Нью-Йорк лежал через Южную Азию: Эндрюс побывал в Пекине, Сингапуре, Коломбо, Каире. Через Суэцкий канал Эндрюс попал в Средиземное море, откуда через Италию, Австрию и Францию достиг Лондона. В этом городе Эндрюс побывал в Кембриджском университете и Музее естествознания.

#### Корея, 1912
В Японии Эндрюс запомнил рассказ китобоев о некой «дьявольской рыбе» («Koku Kujira»), промыслом которой занимались у восточных берегов Кореи. По деталям описания эта «рыба» могла быть серым китом, который ранее размножался у берегов Калифорнии, однако уже более полувека считался истреблённым. Основной задачей, под которую президент музея Осборн согласился выделить финансы, было подтверждение гипотезы обитания серого кита у берегов Кореи. Кроме того, Эндрюс за свой счёт планировал исследовать глухие леса на севере страны в районе вулкана Пэктусан. Этой горы, расположенной на границе Кореи и Маньчжурии, первым из европейцев достиг британский путешественник Фрэнсис Янгхазбенд в 1879 году и в своей книге «The Heart of a Continent» описал леса к югу от неё, в которых ранее не ступала нога белого человека.
В период экспедиции Корея находилась под властью Японии и подчинялась наместнику — назначенному метрополией генерал-губернатору. По этой причине все перемещения приходилось согласовывать с японскими властями. О том, что серый кит действительно встречается у берегов Кореи, подтвердилось в первый же день пребывания на китобойной станции в городе Ульсан: характерное расположение плавников, обилие серых пятен на теле и наличие продольных морщин на брюхе однозначно свидетельствовали в пользу исчезнувшего вида. Эндрюс провёл на станции 6 недель, занимаясь научной работой по их изучению — аналогичной, что и двумя годами ранее в Японии; по одному скелету серого кита были отправлены в музей и в Смитсоновский институт в Вашингтоне. Одной из значимых работ стало описание групповой охоты косаток на кита, свидетелем которой натуралист стал во время пребывания на китобойном судне.
Пятимесячный лесной поход к горе Пэктусан, который начался в городе Мусан, оказался более изнурительным, чем все предыдущие походы путешественника. Пятерых погонщиков лошадей пришлось назначать японцу, начальнику местного гарнизона — местные жители боялись идти в лес, который по их мнению был полон демонов и бандитов. Помимо погонщиков, Эндрюса сопровождали проводник по фамилии Пэк, повар Ким и японец-переводчик, приставленный к натуралисту властями. По словам Эндрюса, ощущение от путешествия по лиственничным лесам представляло собой «смесь эйфории, уныния, крайнего изнеможения и в конечном счёте удовлетворения». Путь лежал через топкие болота, через которые прокладывались гати, и нередко пони приходилось вытаскивать из глубокой грязи. Деревья были покрыты густым серым мхом, из-за которого вокруг стоял полумрак. Вдобавок ко всему постоянно моросил холодный дождь. Всеобщая напряжённая ситуация разрядилась только тогда, когда путешественники достигли вулкана. Недалеко от горы в верховьях реки Ялуцзян Эндрюс отпустил погонщиков и вместе с поваром и переводчиком на плоту спустился вниз по течению, в конечном итоге приплыв в устье реки, впадающей в Западно-Корейский залив. Собранная по результатам экспедиции коллекция животных оказалась не такой богатой, насколько рассчитывал Эндрюс: лиственничный лес оказался бедным в плане биоразнообразия. Тем не менее, было добыто 162 шкурки млекопитающих, принадлежащие 10 разным видам.
В Сеуле Эндрюс узнал, что пока он отсутствовал, какой-то журналист отправил в Нью-Йорк сообщение о его вероятной гибели и несколько газет напечатали некролог. Путешественнику пришлось срочно известить американского консула, что с ним всё в порядке. После Кореи Эндрюс вновь с месячным визитом посетил Пекин, в котором стал свидетелем массовых казней в ходе Синьхайской революции. Затем по Транссибирской железной дороге исследователь проехал по России и в Москве встретился с «русским принцем», с которым познакомился в Японии в 1910 году (по предположению Гэлленкампа, речь идёт о неком Алексисе Мдивани, называвшем себя грузинским принцем). Погостив два месяца в подмосковной усадьбе, Эндрюс ещё побывал в Финляндии и Скандинавских странах, после чего вернулся домой.

#### Арктическая экспедиция, 1913
Оставшуюся часть 1912 и первую половину 1913 года Эндрюс всецело посвятил учёбе и к концу этого периода успел защитить степень магистра наук. В качестве диссертации была представлена работа «Калифорнийский серый кит (Rhachianectes glaucus Cope): его история изучения, внешняя анатомия, остеология и родственные связи» (англ. The California Gray Whale (Rhachianectes glaucus Cope): Its History, External Anatomy, Osteology and Relationship), в которой автор подробно описал результаты своих исследований на корейском полуострове.
Для полной коллекции китообразных музею недоставало лишь скелета гренландского кита, который водится исключительно в полярных широтах северного полушария. Экспедиция по его добыче летом 1913 года была организована чикагским бизнесменом Джоном Борденом (John Borden), который планировал сделать соответствующий подарок в пользу науки. Эндрюс сопровождал Бордена на его яхте «Adventureness» («Авантюристка») к берегам Аляски, в Берингово и Чукотское моря. Основная цель путешествия достигнута не была, в частности из-за присутствия на борту друзей Бордена, рассматривавших его как увеселительную прогулку, нежели чем как научную экспедицию. На Аляске Эндрюсу удалось подстрелить карибу, гуся-белошея, тундряную куропатку и несколько уток, а также несколько медведей.
На обратном пути Эндрюс был высажен на острове Святого Павла (один из островов Прибылова), где по заказу Комиссии по рыбным ресурсам и рыболовству должен был записать на киноплёнку поведение северных морских котиков, размножающихся в огромной колонии. Исследователь провёл на отдалённых морских пляжах острова три недели, где наблюдал за животными из-за укрытия. Составленный материал стал первым подробным анализом лежбищного поведения этих животных в их естественных местах обитания.

### Первые зоологические экспедиции в Центральную Азию

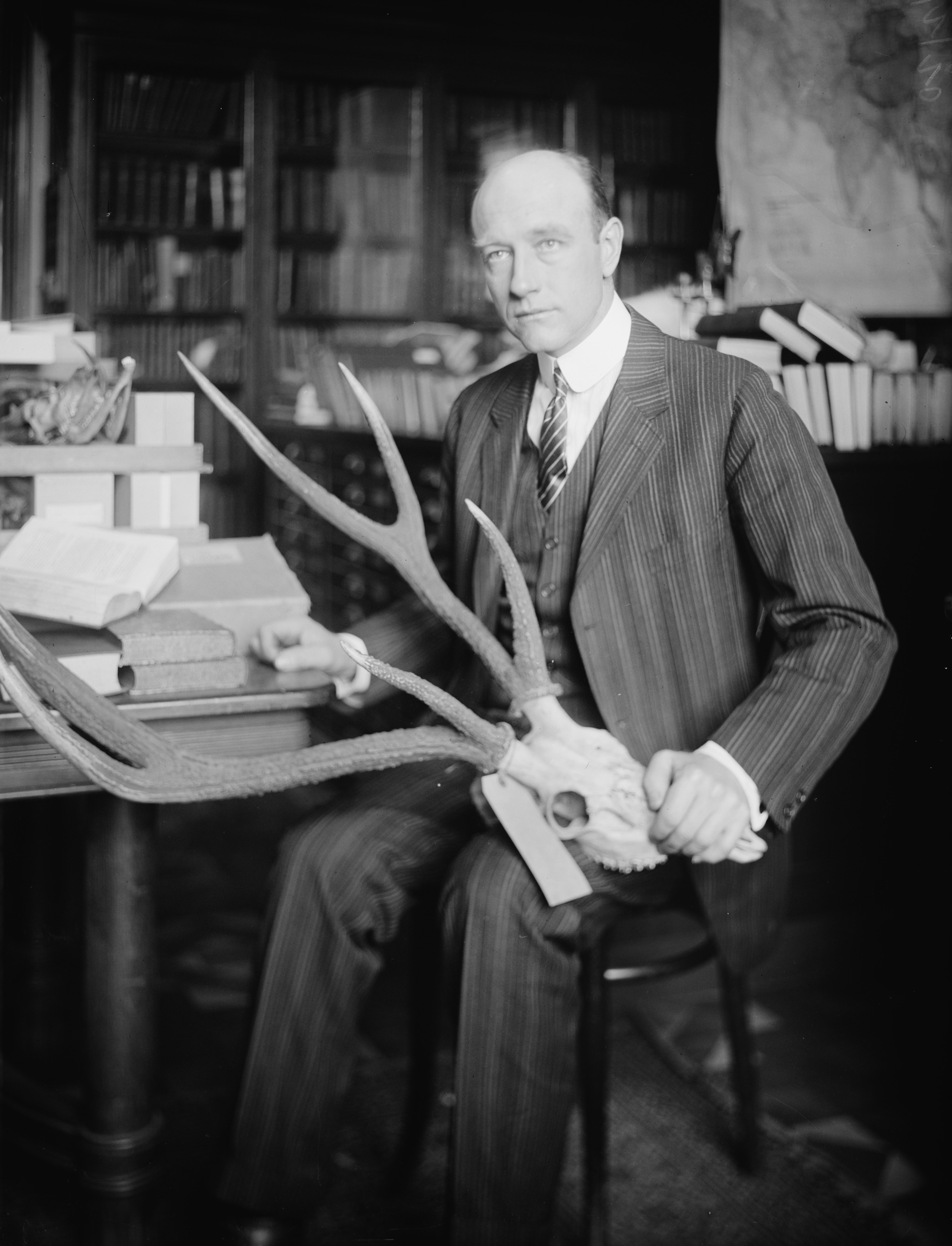
Рой Чепмен Эндрюс

Существенную роль в дальнейшей карьере Эндрюса сыграла научная гипотеза, выдвинутая двумя ведущими сотрудниками Американского музея естественной истории: его президентом Генри Осборном и куратором отдела позвоночных Уильямом Мэтью. Будучи специалистом по млекопитающим, Генри Осборн ещё на рубеже XIX—XX веков обратил внимание на близкое родство нескольких групп парнокопытных, распространённых изолированно друг от друга в противоположных частях северного полушария: в Европе и в Скалистых горах. В 1900 году в статье в журнале Science он выдвинул предположение, что центр дисперсии некоторых млекопитающих, в том числе приматов, должен находиться где-то посередине между этими двумя областями, то есть в северо-восточной Азии.
Мэтью в своей книге «Климат и Эволюция» (англ. Climate and evolution, 1915) развил тезис Осборна, выдвинув развёрнутую теорию происхождения видов в Центральной Азии. По мнению автора, сложный ландшафт и переменчивый климат этого региона должен был способствовать возникновению более развитых форм, в то время как архаичные, менее приспособленные к конкуренции виды вытеснялись в тёплые и влажные широты тропиков. Одной из ключевых задач науки в первой половине XX века был поиск недостающего звена между обезьяной и человеком, который по мнению Осборна и Мэтью также следовало искать в Азии. Изучив работу Мэтью, Эндрюс обратился к Осборну с предложением организовать несколько научных экспедиций в Центральную Азию с целью сбора зоологического материала и последующим сравнением его с образцами из других регионов мира.

#### Азиатская зоологическая экспедиция, 1916—1917
Первой из серии поездок во внутренние районы Азии стала так называемая «Азиатская зоологическая экспедиция» (англ. Asiatic Zoological Expedition) в южный Китай — главным образом, в пограничные с Тибетским нагорьем области провинции Юньнань. Поездка проходила на фоне драматических событий как в мире в целом, так и во внутренней политике Китая в частности: Европа была охвачена сражениями Первой мировой войны, Китай переживал короткий период реставрации империи под руководством военачальника Юаня Шикая. Несколько провинций страны, в том числе Юньнань, провозгласили независимость от метрополии. США на момент начала экспедиции поддерживали военный нейтралитет, однако ближе к её концу выступили на стороне Антанты.
В экспедиции, которая в общей сложности продолжалась более года, Эндрюса в качестве фотографа сопровождала его жена Иветта Боруп (Yvette Borup, брак состоялся в 1914 году). Кроме того, в поездке также принял участие известный натуралист Эдмунд Хэллер (англ. Edmund Heller), ранее сопровождавший экс-президента Теодора Рузвельта в сафари по Африке.
Прежде чем отправиться в биологически малоизученный Тибет, Эндрюсу предстояло добыть шкуру «голубого тигра» — хищника-людоеда с необычным серо-голубым цветом шерсти (по всей видимости, меланиста), охотившегося на скот и жителей деревень провинции Фуцзянь в окрестностях Фучжоу. Натуралист узнал о тигре из сообщений американского проповедника Гарри Колдуэлла (Harry Caldwell), который прибыл в Китай с миссией и дважды видел животное с близкого расстояния. Натуралист встретился с миссионером в небольшом населённом пункте на берегу реки Миньцзян, который на тот момент оказался в центре событий гражданской войны. Пока продолжались стычки между властями и сторонниками отделения, Эндрюс работал на доставке раненых в миссионерский госпиталь, после чего вместе с Колдуэллом отправился на поиски кошки. Они продолжались более месяца, однако в конечном счёте результата так и не принесли.
После Фуцзянь исследователи, включая прибывшего из США Хэллера, через остров Хайнань и Французский Индокитай (Хайфон и Ханой) достигли отправной точки основного этапа экспедиции — столицы провинции Юньнань города Куньмин. С этого места начался продолжительный переход на лошадях по горной Бирманской дороге, который закончился 9 месяцев спустя в городе Бамо (Мьянма). Для перевозки большей части груза были наняты местные жители, выполнявшие роль погонщиков мулов и лошадей. Они двигались караваном впереди основной части экспедиции, в то время как Эндрюс, Боруп и Хэллер преимущественно занимались сбором материала для зоологической коллекции музея. В местечке Талифу (англ. Tali-fu) отряд свернул с основного пути и углубился далеко на север в сторону Тибета, где в изолированных от внешнего мира долинах жили племена мосо, до сих пор пользовавшиеся арбалетами с отравленными стрелами.
Значительный перепад высот — от 430 до 4500 м над уровнем моря и соответствующих поясов от субтропического до альпийского способствовали добыванию большого количества животных, ранее не описанных в научной литературе. По результатам экспедиции было собрано около 2100 шкур различных млекопитающих, 800 птиц, 200 пресмыкающихся и земноводных. Было заснято более 3000 м киноплёнки, изготовлено 500 чёрно-белых и 200 цветных (англ. paget color plates) фотоснимков. Во время охоты на одноцветного гиббона недалеко от селения Хомушу (англ. Ho-mu-shu) Эндрюс внезапно заскользил по гладкой поверхности скалы и чуть не сорвался в пропасть; лишь в паре метров от неё ремень ружья уцепился за небольшой валун и затормозил движение. В джунглях долины реки Салуин Эндрюс заразился малярией, и лишь употребление большой порции хинина позволило ему встать на ноги в течение трёх суток. Более опасной оказалась инфекция в запястье руки, которая сразила натуралиста в районе горы Юйлунсюэшань и чуть не привела к его гибели. За отсутствием лекарств и медицинской помощи часто впадающий в состояние бреда Эндрюс более месяца лечил её дымом от ткани. Бирманская дорога также сама по себе оказалась опасной — однажды спутники, находясь на подъёме, наблюдали внизу ограбление шайкой бандитов каравана местного чиновника.
Помимо гиббона, среди экзотической добычи экспедиторов также значились горалы, два вида мунтжаков, сероу, циветы, енотовидная собака, леопард и шесть видов летучих мышей. Помимо зоологической коллекции, были собраны предметы быта и сведения о до этого почти неизвестных коренных народах Китая и Мьянмы: мосо, и, шаны, палаунг, лису и качины. Подробный ход экспедиции Эндрюс и его жена описали в своей книге «Camps and Trails in China» («Стоянки и тропы в Китае», 1919).

#### Служба в разведке, 1918—1919
Летом 1918 года по предложению своего друга Чарльза Шелдона (Charles Sheldon) Рой Эндрюс вновь отправился в Китай, на этот раз в качестве секретного агента ВМС США. В Китае, несмотря на формальное объявление войны Германии, царил политический хаос — провинции находились под властью неподконтрольных Пекину полевых командиров, которые торговали своими армиями как товарами на рынке. Согласно позже рассекреченным документам, в обязанности Эндрюса, официальный статус которого носил частный характер, входили, в том числе, сбор и передача информации о политической и социальной обстановке в стране, влиянии на эту обстановку русской революции и присутствия японских войск в северо-восточных провинциях, численности и дислокации войск, а также состоянии промышленности и средств сообщения.
Эндрюс неоднократно выезжал за пределы Пекина — посетил Маньчжурию и Шаньдун, дважды побывал во Внешней Монголии (которая на тот момент имела статус самостоятельной автономии в составе Китайской Республики), по некоторым сведениям побывал в Сибири. Первая из двух поездок в Монголию состоялась в начале осени 1918 года — Эндрюс в компании ещё одного американца, Чарльза Колтмана (Charles Coltman), на автомобиле выехал за ворота Великой стены в городе Чжанцзякоу и через Монгольское плато и пустыню Гоби достиг столицы Монголии Урги (ныне — Улан-Батор). На границе Внутренней и Внешней Монголии машина была обстреляна бандитами, при этом одна из пуль попала и разбила руль именно в тот момент, когда Эндрюс отвлёкся от вождения и потянулся на заднее сидение за ружьём. В одном месте автомобиль застрял в зыбучем песке, и спутники покинули его, спрятавшись за скалой. Двое из приближавшихся бандитов, одетых в национальную монгольскую одежду, были убиты синхронными выстрелами американцев; остальные после этого обратились в бегство. Вторая поездка состоялась зимой, когда температура опускалась до −50 °C. Последние двое суток пути оказались особенно тяжёлыми: спутники попали в пургу, машину часто приходилось вытаскивать из глубокого снега.
Секретная миссия Эндрюса закончилась внезапно в апреле 1919 года — в качестве вероятной причины биографы указывают на письмо его жены Иветты своей родственнице, в котором она неосторожно призналась в истинной тайной цели поездки Роя.

#### Вторая азиатская зоологическая экспедиция, 1919
Мысль вновь вернуться в Монголию, на этот раз с научной целью, возникла у Эндрюса во время командировок, связанных со службой в разведке. В сравнении с южным Китаем, где высокогорный климат, политическая нестабильность и религиозные предубеждения создавали труднопреодолимые препятствия для исследований, эта страна с её кочевым укладом жизни и де-факто руководимая престарелым богдо-гэгэном, казалась крайне благоприятным местом, способным дать ответы на поставленные вопросы эволюции организмов. Возможность пополнить зоологическую коллекцию музея представилась уже весной 1919 года, вскоре после отставки с государственной службы.
Экспедиция, получившая название «Второй азиатской зоологической» (англ. Second Asiatic Zoological Expedition), продолжалась с середины мая по начало сентября 1919 года. В её состав, помимо Эндрюса и Иветты, также вошли повар, два китайца-таксидермиста, Чарльз Колтман с женой и двумя друзьями. После 10-дневной остановки в Урге (яркое описание этого города, напоминавшего автору средневековые поселения, сохранилось в рассказах натуралиста) 17 мая экспедиторы на лошадях выехали в засушливую степь к юго-западу от столицы. Охота на степную дичь, в которой преобладали птицы (гуси, утки, журавли-красавки, жаворонки) и грызуны, продолжалась до 16 июня, после чего путешественники вернулись обратно в Ургу. Следующий этап поездки проходил к востоку и северо-востоку от столицы вплоть до монголо-российской границы. Благодаря менее засушливому климату в северной части страны преобладали высокотравные луга с островками леса, а также крупная и более разнообразная живность — лоси, кабаны, косули, кабарги, лисицы и бурые медведи. Экспедиция официально завершилась в первых числах сентября с наступлением холодов, 1 октября верблюжий караван с собранной зоологической коллекцией был отправлен в Пекин. По её результатам впервые в истории были собраны исчерпывающие сведения о флоре и фауне Монголии, собрано более 1000 шкурок млекопитающих и птиц, сделано 250 фотоснимков, снят кинематографический материал. Помимо основной цели, была задокументирована информация по истории края, его этнографии и религиозных обрядах, а также получены сведения по географии и климату.
Возвратившись в Пекин на автомобиле, Эндрюс принял приглашение Гарри Колдуэлла принять участие в охоте на архара на склонах горного хребта Тайханшань в провинции Шаньси. Спустя несколько недель плутания по горам и ущельям охотникам удалось добыть 6 шкур этих баранов, в том числе одну из наиболее крупных, известных на сегодняшний день.

### Комплексное изучение Монголии
Спустя несколько дней после возвращения в Нью-Йорк Эндрюс вновь встретился с Осборном и на этот раз представил тщательно разработанный им план крупномасштабной экспедиции в Монголию, которая позволила бы восстановить всю прежнюю историю этой страны, используя не только коллекцию образцов фауны, но также геологоразведку, палеонтологию, восстановление климатического прошлого и изучение растительного покрова. Одной из ключевых задач экспедиции должен был стать поиск доказательств теории существовавшего в этих местах центра происхождения и рассеивания видов, в частности следов древнейшего предка человека — так называемого «недостающего звена» (англ. missing link). Разностороннее исследование обширной и необжитой территории, на которое отводилось 5 лет, было предложено проводить несколькими группами разноплановых специалистов, которые одновременно работали бы в разных частях пустыни Гоби. В качестве основного транспортного средства должны были использоваться автомобили, которые хорошо подходили для преимущественно каменистого грунта пустыни Гоби. За несколько месяцев до начала путешествия в заранее обозначенные точки предлагалось отправить караваны верблюдов с запасами горючего и продуктов питания. По воспоминаниям Эндрюса, экспедиция представляла собой достаточно рискованное предприятие, поскольку никаких предпосылок её успеха, если не считать умозрительную теорию Осборна и Мэтью, не существовало.
Бюджет экспедиции оценивался в 250 тыс. долларов, которые предстояло собрать из частных пожертвований. Ключевую роль в финансировании научных исследований сыграли банкиры и другие представители крупного бизнеса Нью-Йорка, каждому из которых Эндрюс представил свой план: глава банка J.P. Morgan & Co. Джон Морган-младший, президент банка National Park Bank Алберт Уиггин (англ. Albert H. Wiggin), глава компании Phelps Dodge Артур Джеймс (Arthur Curtis James), известные финансисты и филантропы Джордж Бэйкер (англ. George Fisher Baker) и Джон Рокфеллер-младший. В качестве штаб-квартиры экспедиции был арендован пекинский дворец манчжурского принца, свергнутого в 1911 году в результате Синьхайской революции.

#### Третья центральноазиатская экспедиция
В 1922 году экспедиция открыла окаменелости индрикотерия, отправленные в музей. В последующие годы Эндрюс пытался искать в Монголии останки древних людей, однако в этом успеха не достиг. В период с 1922 по 1925 годы в Монгольской Гоби были найдены кости протоцератопса, пинакозавра, заурорнитоидесов, овираптора и велоцираптора, а также яйца овираптора, ставшие первыми находками этих видов.
13 июля 1923 года экспедиция впервые нашла яйца динозавров, сначала атрибутированные протоцератопсу из отряда цератопсов и впоследствии оказавшиеся яйцами теропода овираптора. . Уолтер Грейнджер, один из участников экспедиции, обнаружил некий череп мелового периода, отосланный в Нью-Йорк и оказавшийся черепом млекопитающего.
В 1926—1927 годах экспедиций не проводилось; в 1928 году группа была задержана китайскими властями, но в конце концов отпущена. В 1930 году были открыты окаменелости мастодонта. Годом позже Эндрюс вернулся в США. В 1934 году Эндрюс стал директором Музея; в 1942 году вышел на пенсию. Скончался в Калифорнии в 1960 году. Похоронен на Оквудском кладбище у себя на родине, в Белойте.

## Интересные факты
- Дуглас Престон, сотрудник Американского музея естественной истории:

Эндрюс, предположительно — тот самый реальный человек, с которого впоследствии срисовали киногероя Индиану Джонса. Эндрюс был совершенный актёр: создал образ и безупречно его сыграл и прожил, ни шагу от него не отступая. Рой Чепмен Эндрюс: знаменитый исследователь, охотник за динозаврами, образец англо-саксонских доблестей, меткий стрелок, сражавшийся с монгольскими разбойниками, человек, создавший метафору «Внешняя Монголия», что означает некое чрезвычайно отдалённое место.
- В честь Роя Эндрюса назван эндрюсарх (лат. Andrewsarchus mongoliensis) — вымершее гигантское хищное млекопитающее третичного периода (эпоха эоцена), останки которого обнаружены были членами его экспедиции в 1923 году в Монголии.
- В честь Роя Эндрюса известным палеонтологом Осборном назван также подвид непарнокопытного млекопитающего эмболотерия Embolotherium andrewsi, в пер. «тарано-зверь Эндрюса».

## На русском языке
- Эндрюз Р. Диковинные звери: о животных далекого прошлого / Пер. с англ. и предисл. Д. А. Сонкина. — М.: Иностранная литература, 1963. — 142 с.: ил.